# Тринідад і Тобаго
Республіка Триніда́д і Тоба́го (англ. Republic of Trinidad and Tobago [trɪnɨdæd ən təbeɪɡoʊ]) — острівна держава в південній частині Карибського моря, неподалік від узбережжя Венесуели. Вона складається з двох великих островів — Тринідаду та Тобаго, а також великої кількості дрібних островів. Країна розташована за 10,6 кілометра (7 миль) на північ від Венесуели та трохи південніше Гренади, між 10° 2' — 11° 12' північної широти, і 60° 30' — 61° 56' західної довготи.
Країна до 1962 року була колонією Великої Британії, з моменту здобуття незалежності входить в Співдружність націй.

## Географія
Тринідад і Тобаго розташовується на невеликому архіпелазі між Атлантичним океаном та Карибським морем. Країна розташовується на двох великих островах (Тринідаді та Тобаго) і численних островах менших розмірів (серед них — острови Чакачакаре, Монос, Уевос, Гаспар-Гранде, Малий Тобаго, острови Сент-Джайлз та ін.).
Площа Тринідаду і Тобаго — 5128 км², 4768 з яких (93 %) доводиться на острів Тринідад (в середньому 80 км в довжину і 59 завширшки). Тобаго розташоване за 30 кілометрів на північний схід від Тринідаду. Його довжина — 41 км, ширина — 12 км, площа острова — приблизно 300 км².

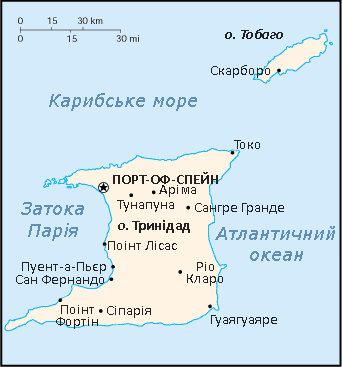
Карта Тринідаду та Тобаго

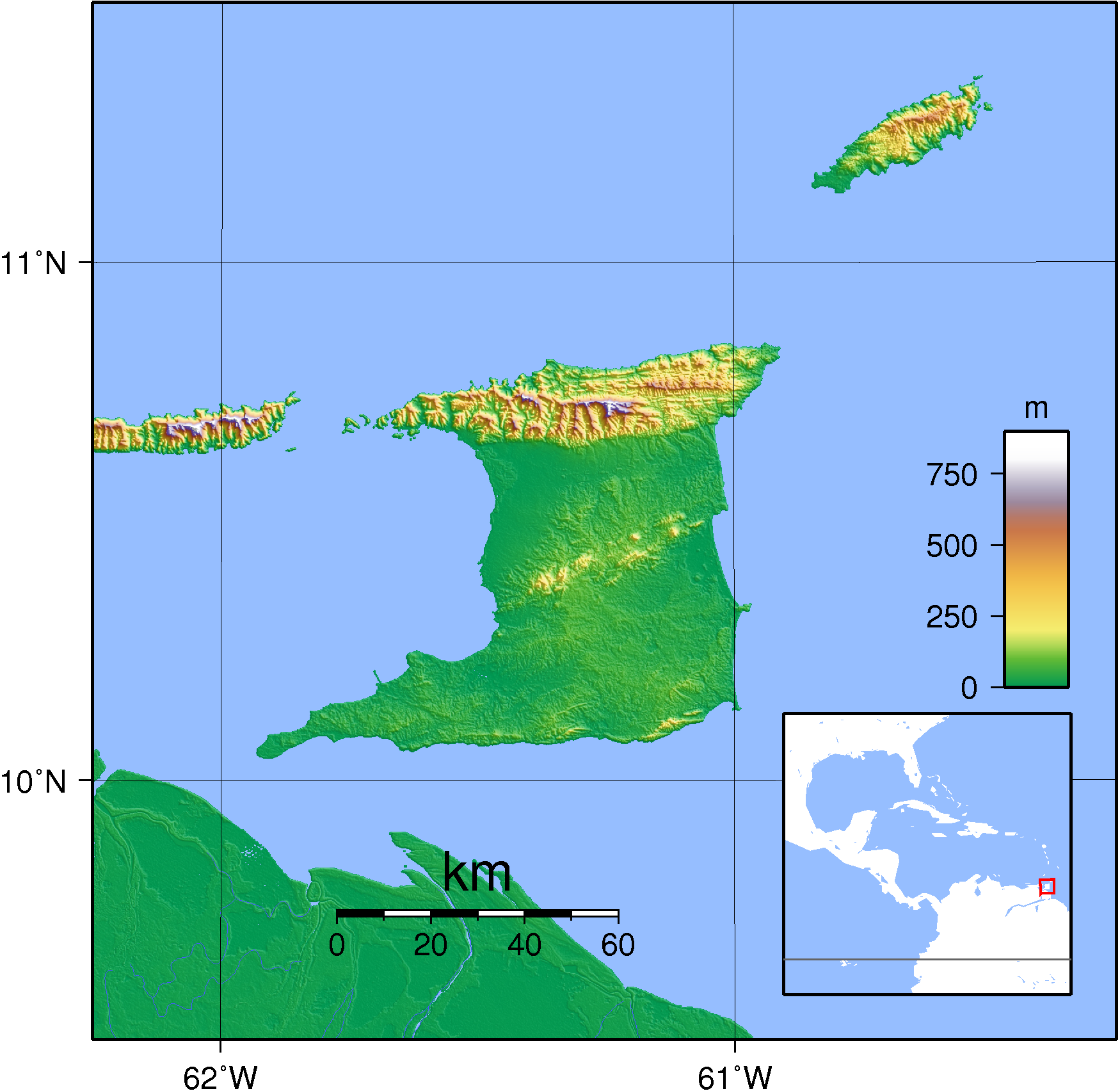
Рельєф Тринідаду та Тобаго

Попри те, що Тринідад і Тобаго вважаються частиною Малих Антильських островів, їх походження відмінно від інших островів цього архіпелагу. Тринідад спочатку був частиною Південної Америки, Тобаго має вулканічне походження; обидва острови розташовані на континентальному шельфі Південної Америки. Гірські хребти на обох островах є продовженнями гірських ланцюгів Венесуели. Зараз острови відокремлені від континенту затокою Парія, протоками Бока-дель-Серпіенте та Бока-дель-Драгон (в перекладі з іспанської — Паща змії і Паща дракона відповідно).
На Тринідаді переважає низинна рівнина, проте є три гірських хребта — два з них знаходяться паралельно один одному і не перевищують у висоту 325 метрів. На півночі розташовується ще один гірський хребет, що є продовженням Берегової Кордильєри Венесуели. Його головна вершина — гора Аріпо (940 м) — найвища точка країни. Деяким нижче гора Ель-Тукуче (936 м). Дві найбільші річки острова — Ортойре (50 км в довжину, впадає в Атлантичний океан) та Короні (40 км, впадає в затоку Паріа).
На Тобаго домінує великий гірський хребет, який проходить через більшу частину острова (протяжність — 29 км) і в висоту доходить до 640 метрів. На північ та південь від хребта знаходяться родючі рівнини. 43 % Тобаго вкрито лісом. На острові можна знайти безліч струмків та невеликих річок, але при цьому проблема розмиття ґрунту або повеней на Тобаго, на відміну від Тринідаду, не стоїть.

### Клімат
Клімат Тринідаду та Тобаго в цілому характерний для тропічної кліматичної зони, в якій розташована республіка, і формується північно-східними вітрами. Середньорічна температура на Тринідаді — 26 °C. Відносна вологість повітря в сезон дощів (з червня по грудень) досягає в середньому 85—87 %, випадає понад 200 сантиметрів опадів на рік (в середньому — 211 см). Клімат Тобаго трохи прохолодніше, але в цілому збігається з тринідадським. Середньорічний рівень опадів тут — близько 250 см.
Рік поділяється на два сезони — сезон дощів триває з червня по грудень, сухий сезон — з січня по травень. Острови лежать на південь від зони тропічних циклонів, і більшість ураганів обходять Тринідад і Тобаго стороною.

### Флора та фауна

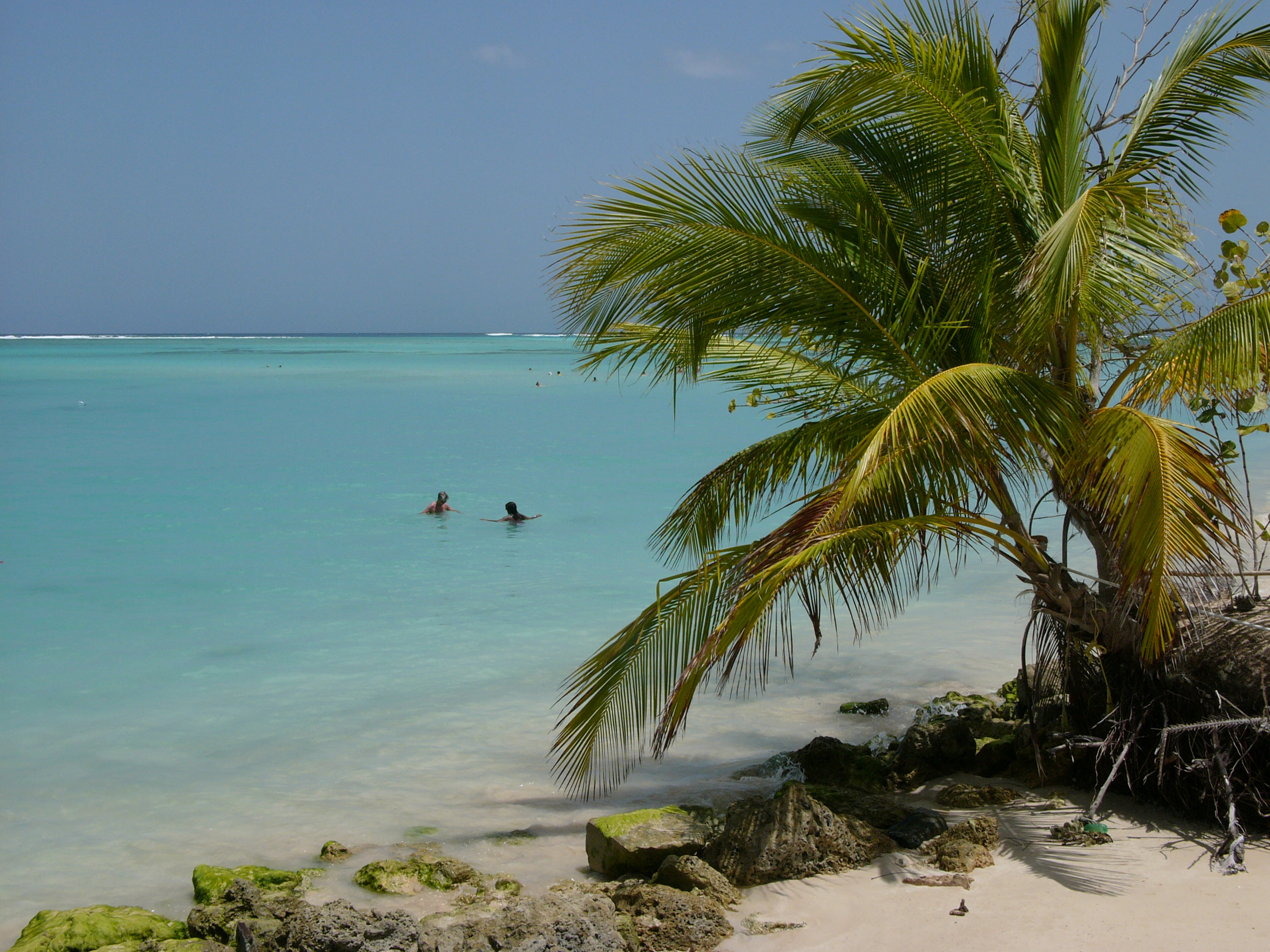
Узбережжя Тобаго

Флора та фауна Тринідаду та Тобаго порівняно з сусідніми островами достатньо різноманітна, що пояснюється його континентальним походженням. Переважають вічнозелені ліси, в центрі острова Тринідад і на підвітряних північно-західних схилах — вторинна савана та рідколісся. Рослини представлені як південноамериканськими видами, так і специфічними для Антильських островів. У лісах росте понад 50 видів цінних деревних порід, у тому числі цедрела, бальса (заяче дерево), сандалове дерево, кипарис, ваніль помпона (V. pompona Schiede). Великі території займають плантації какао та інших культурних рослин.
Тобаго входить до ареалу зростання Melocactus broadwayi, інші види мелокактусів також поширені на островах. Також на Тринідаді росте рідкісна орхідея-метелик (Oncidium papilio Ldl.), чисельність якої скорочується через комерційний збір. На островах зростає близько 60 ендемічних рослин (див. Список ендемічної флори Тринідаду і Тобаго).
Фауна має схожість з тваринним світом Південної Америки. На Тринідаді та Тобаго можна зустріти червоного ібіса, який є національним птахом республіки; кайманів, оцелотів (Leopardus pardalis), агуті, ігуан, опосумів, капуцинів, а також понад 40 видів колібрі (колібрі зображені і на гербі Тринідаду та Тобаго). На Тобаго гніздяться багато видів птахів, наприклад, карибська ластівка та білохвостий дрімлюга. Велика розмаїтість кажанів, трапляються представники родин Furipteridae (димчасті кажани), Natalidae, Phyllostomidae (листоноси), Mormoopidae. Ендеміком Тринідаду є ящірка Proctoporus shrevei, єдиний представник рептилій, що має властивість біолюмінесценції. Північний гірський масив острова Тринідад — єдине місце у світі, де зустрічається цей вид.
У республіці охороні дикої природи приділяється чимала увага. Функціонує 17 заповідників та понад 40 лісових заказників загальною площею 153 тисячі га. Поруч з південно-західним краєм Тобаго створений морський заповідник.

## Населення

### Демографічні дані

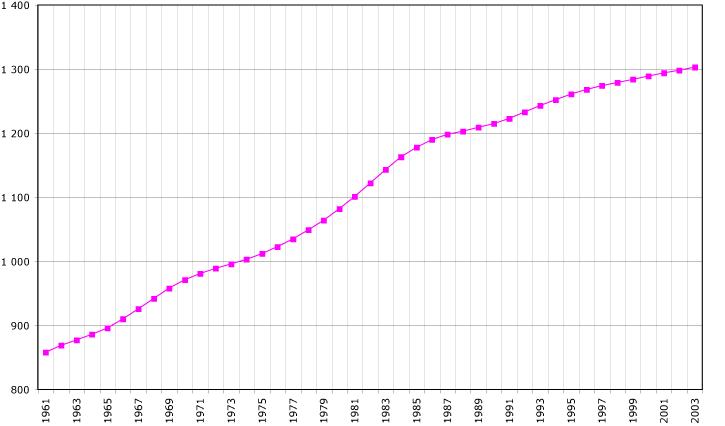
Зростання чисельності населення Тринідаду та Тобаго в другій половині XX століття

Більшість (96 %) з 1,065 млн жителів (на 2006 рік) Тринідаду та Тобаго проживають на острові Тринідад. Майже всі інші 4 % живуть на острові Тобаго. Протягом XX століття населення країни незмінно росло, проте на цей момент спостерігається зниження чисельності населення на 0,87 % на рік. Це пояснюється не стільки низькою народжуваністю, скільки високим рівнем еміграції. 2006 року на Тринідаді та Тобаго був зафіксовано найнижчий рівень росту чисельності населення в світі.
Столиця країни Порт-оф-Спейн є лише четвертим за чисельністю населення містом (49 000 в 2000), поступаючись містам Чагуанас (67 400 в 2000), Сан-Фернандо (62 000 в 2002), Сан-Хуан (54 900 в 2004).

### Етнічний склад
Етнічний склад населення дуже різноманітний. Приблизно по 40 % складають афро- та індотринідадці, нащадки рабів та найманих робітників. Решту 20 % — креоли, а також тринідадці європейського, китайського та арабського походження. До національних меншин належать португальці, кариби та «Коко-Паньоля» (англ. Cocoa Panyol) — етнічна група, що веде своє походження від перших іспанських поселенців та іммігрантів з Венесуели.

### Мови
Єдина офіційна мова — англійська, але достатньо широко поширена індоарійська мова бходжпурі, якою розмовляють багато індотринідадців. У розмовній мові, переважно, використовуються тринідадська та тобазька креольські мови на основі англійської. Відсоток населення з рідною іспанською мовою, попри близькість Венесуели та інших іспаномовних країн, незначний, але ця мова є першою іноземною: державна кампанія SAFFL (Spanish As the First Foreign Language — Іспанська як перша іноземна мова), запущена у 2005, передбачає викладання іспанської в більшості початкових шкіл і навчання їй не менше третини чиновників країни. Уряд також оголосив, що до 2020 року іспанська мова знову стане офіційною мовою країни поряд з англійською. Іспанська була де-юре єдиною офіційною мовою острова в 1498–1797 роках, але в 1780 — 1790-х роках вона була поступово витіснена спочатку французькою, хоча колонією власне Франції острів не був, а після 1870 — англійською мовою.

### Релігії
Достатньо широко в країні представлено 7 релігійних конфесій: католики (до них себе відносять 26 % населення); індуїсти (22 %); англікани (8 %); баптисти, п'ятидесятники (по 7 %); мусульмани (6 %); адвентисти сьомого дня (4 %). Інші жителі Тринідаду та Тобаго сповідують інші релігії або є атеїстами.

## Політичний устрій

### Державний устрій
Політична система Тринідаду та Тобаго заснована на британській моделі парламентської демократії.
Тринідад і Тобаго є парламентською республікою. За прийнятою 1976 року Конституцією, главою держави є президент, що обирається на п'ятирічний термін колегією виборців, в яку входять депутати обох палат парламенту. Одна людина не може займати президентський пост більше двох термінів поспіль. Повноваження президента сильно обмежені, тому фактичним лідером держави є прем'єр-міністр. Кандидата на пост голови уряду висуває парламент, стверджує кандидатуру президент. Зазвичай прем'єр-міністром стає лідер партії, що набрала більшу кількість голосів на виборах до парламенту. Склад кабінету міністрів також затверджується парламентом. На цей момент в Уряді налічується 21 міністерство.
Нинішніми лідерами держави є президент Джордж Максвелл Річардс та прем'єр-міністр Камла Персад-Біссессар, яка займає пост з травня 2010 року.
Парламент Тринідаду і Тобаго — двопалатний. Нижня палата називається палатою представників. До неї входить 36 депутатів (з наступних парламентських виборів це число буде збільшено до 41). Верхня палата — Сенат — нараховує 31 члена, 16 з яких призначаються прем'єр-міністром (сенатори від уряду), 6 — лідером опозиції (сенатори від опозиції), а 9, що залишилися — президентом (незалежні сенатори). На Тобаго виконавча влада представлена місцевою Асамблеєю (15 депутатів).
Вища судова інстанція країни — Арбітражний суд. Верховний суддя призначається президентом Тринідаду та Тобаго після консультації з прем'єр-міністром та лідером опозиції. Верховний суд, згідно з Конституцією, незалежний від виконавчої влади.

### Міжнародні зв'язки
Основними принципами своєї зовнішньої політики Тринідад і Тобаго декларує повагу до суверенітету інших країн; невтручання у внутрішні справи інших країн; повагу до міжнародних законів та постанов Організації Об'єднаних Націй.
Тринідад і Тобаго входить в кілька міжнародних організацій, в числі яких КАРИКОМ (або Карибське Спільнота), ЛАЕС (Латиноамериканська Економічна Система), СОТ (Світова Організація Торгівлі), країни АКТ.
Країна входить в ООН з 18 вересня 1962 року. При цьому Тринідад і Тобаго не входить у військові блоки і бере участь в Русі неприєднання.
У Порт-оф-Спейн знаходяться дипломатичні місії 26 держав та представництво Євросоюзу; дипломатичні представництва Тринідаду та Тобаго знаходяться в 11 містах 10 країн світу, не рахуючи постійних місій при ООН в Женеві та Нью-Йорку.

#### Відносини з Україною
Україна та Тринідад і Тобаго встановили між собою дипломатичні відносини 27 вересня 1999 р.

### Гуманітарні організації
Товариство Червоного Хреста Тринідаду та Тобаго (ОКК ТіТ) (англ. Trinidad and Tobago Red Cross Society, TTRCS) 
Товариство Червоного Хреста Тринідаду і Тобаго (англ. Trinidad and Tobago Red Cross Society, TTRCS) було засновано у 1939 році як закордонний філіал Британського Червоного Хреста. 1963 року, після того як Тринідад і Тобаго отримало незалежність, Товариство Червоного Хреста Тринідаду і Тобаго на підставі Парламентського закону № 15, прийнятого на першій сесії Першого Парламенту Тринідаду та Тобаго, стало незалежною організацією.
У серпні 1963 року Товариство Червоного Хреста Тринідаду та Тобаго було визнано Міжнародним Комітетом Червоного Хреста та стало членом Ліги товариств Червоного Хреста (з листопада 1991 року — «Міжнародна Федерація товариств Червоного Хреста та Червоного Півмісяця»).

### Права людини
Згідно з доповіддю американської неурядової організації «Freedom House», завдяки поліпшенню соціально-економічної політики 2006 року Тринідад і Тобаго перейшов з розряду частково невільних держав в розряд повністю вільних (попри високий рівень злочинності, дискримінацію жінок, міжетнічні зіткнення, терористичні акти та корупцію в судовій системі, які згадуються в доповіді «Freedom House» по Тринідаду та Тобаго). У цій доповіді вказується, що громадяни країни мають можливість впливати на політичне життя країни; поважається право на свободу думок та свободу зборів. експерти журналу «Economist» також високо оцінили рівень громадянських свобод, плюралізму та виборчого процесу в Тринідаді та Тобаго, однак порахували, що рівень політичної культури в цілому не найкращий.
Організація «Міжнародна амністія» у доповіді за 2005 рік повідомляє про численні порушення прав людини в країні. За даними «Міжнародної амністії», умови утримання у в'язницях Тринідаду та Тобаго дуже важкі і в деяких випадках навіть жорстокі; нерідко мають місце зловживання повноваженнями з боку поліції; діють закони, що передбачають тілесні покарання; досі не скасована смертна кара.
Міжнародна асоціація геїв і лесбійок (ILGA) відзначає, що на Тринідаді та Тобаго діють закони, що передбачають кримінальне переслідування за гомосексуальність.
У рейтингу свободи слова за 2006 рік організації «Репортери без кордонів» Тринідад і Тобаго займає високе 19—22 місце (з 168) з балом 5,00, разом з Данією, Новою Зеландією, а також Боснією і Герцеговиною. Тринідад і Тобаго в цьому рейтингу випереджає Німеччину, Велику Британію, США, Францію та інші розвинені країни.

## Адміністративний поділ

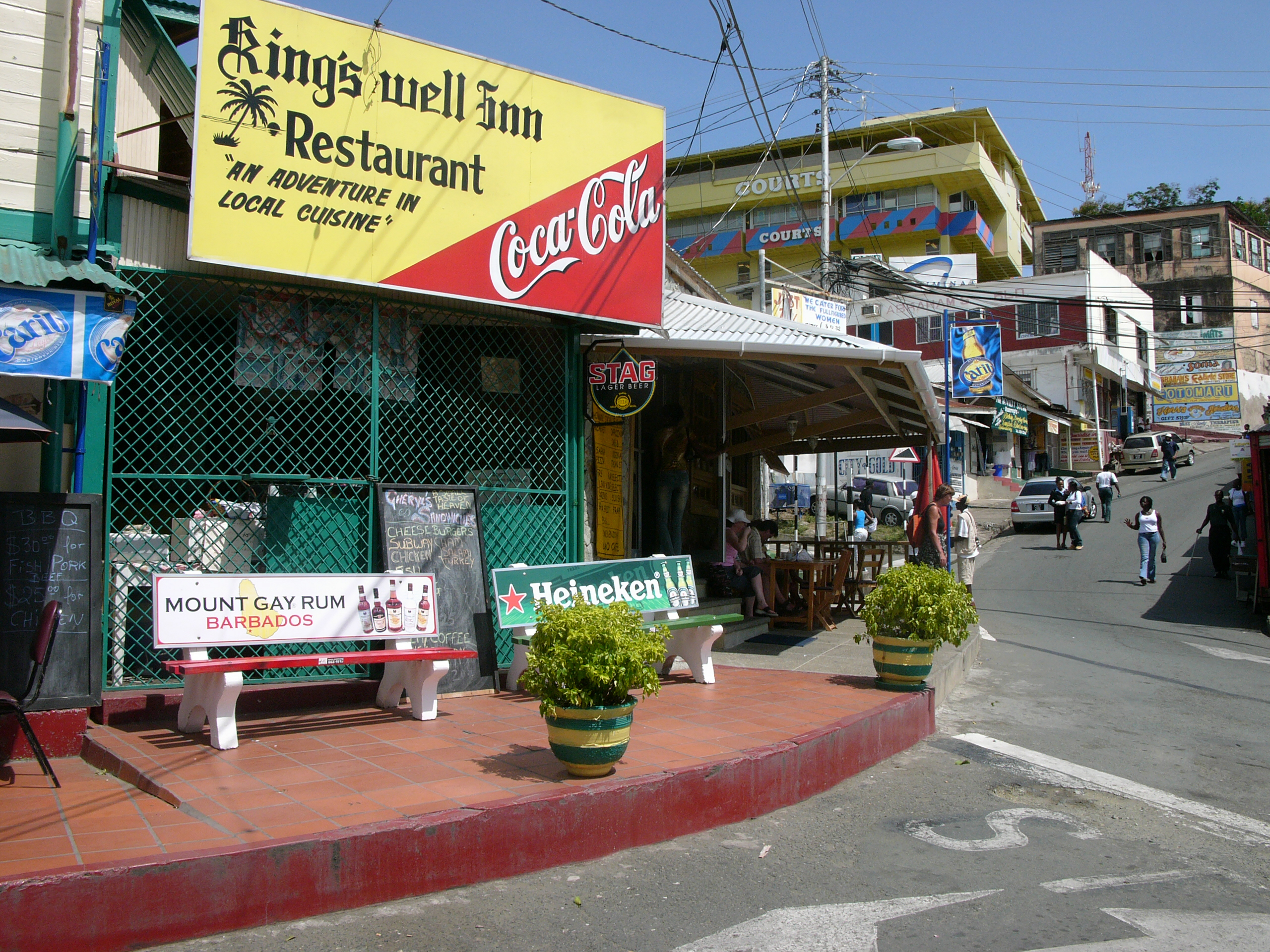
Скарборо, острів Тобаго

За адміністративним устроєм Тринідад і Тобаго — унітарна держава. Територія країни поділяється на 9 графств, 5 муніципалітетів і одну самоврядну територію (острів Тобаго).
- Графства:
  - Дієго-Мартін
  - Сан-Хуан — Лавентіль
  - Тунапуна — Піарко
  - Куваєв — Табаквіт — Тальпаро
  - Майар — Ріо-Кларо
  - Сангрія-Гранде
  - Прінсес-Таун
  - Пенал-Дебе
  - Сіпарія
- Муніципалітети:
  - Порт-оф-Спейн
  - Сан-Фернандо
  - Аріма
  - Чагуанас
  - Пойнт-Фортин
- самоврядних територій:
  - Острів Тобаго

## Історія

### Острови до європейської колонізації
Острови Тринідад та Тобаго були заселені індіанцями південноамериканського походження ще сім тисяч років тому, що дозволяє називати острови найдавнішим місцем поселення людей на Антильському архіпелазі. Приблизно в 250 році до н. е. на островах висадилися племена індіанців-хліборобів Саладо з берегів Оріноко; однак невдовзі вони покинули Тринідад і Тобаго і розселилися по довколишніх островах. Ще через п'ятсот років з'явилися нові поселенці — індіанці Барранко, які прожили близько чотирьох століть на острові Тринідад, після чого їх витіснило плем'я Араука, яке заселило острови приблизно 650 року.
На початку XIV століття на островах з'явилися нові індіанські племена, що говорили на аравакських та карибських мовах: на Тринідаді (Каїри мовою індіанців) — непойя, суппойя і яо, на Тобаго — кариби та Галиба. Саме ці племена були знайдені на Тринідаді та Тобаго європейцями.

### Колоніальний період

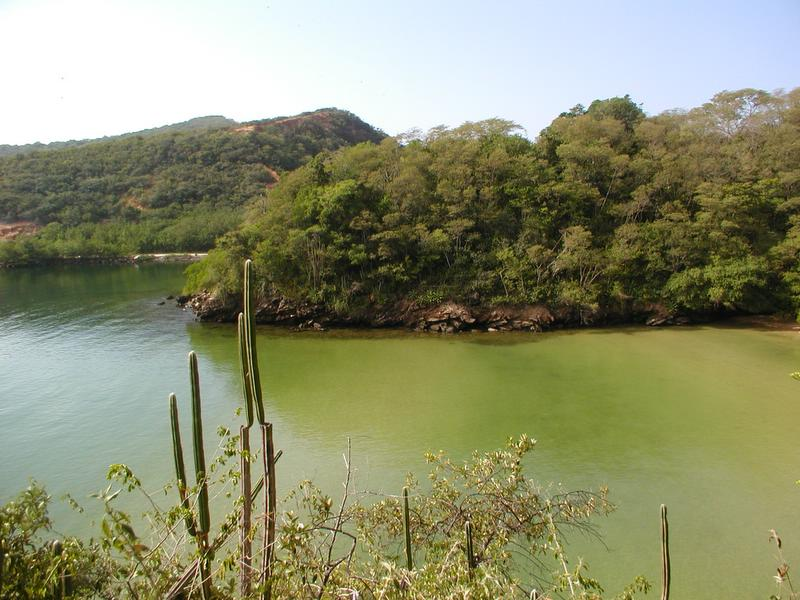
Острів Чакачакаре

Острів Тринідад був відкритий Христофором Колумбом 31 липня 1498 року та названий на честь свята Трійці, який відзначався того дня (ісп. Trinidad — Трійця). Був помічений їм і острів Тобаго, який Колумб назвав Белла-Форма (Bella Forma), але на якому не висадився. Назва Тобаго, напевно, походить від іспанського слова Tobago (тютюн).
На початку XVI століття почалася колонізація островів, які стали іспанською територією. Конфліктів між корінним населенням та колонізаторами практично не виникало, а приплив нових жителів був невеликий (на Тринідаді та Тобаго відсутні корисні копалини, а ґрунт був, у порівнянні з сусідніми островами, не дуже родючим), і Тринідад став одним з нечисленних в Америці місць, що мирно розвивалися. Однак місцевим підприємствам з ловлі перлів (більшість з них розташовувалося на сусідньому острові Маргарита) бракувало робочої сили, і, як результат, 1511 року було вирішено вважати місцевих індіанців карибами, що дозволило брати їх в рабство.
1530 року іспанець Антоніо Седеньо (ісп. Antonio Sedeño) отримав офіційний дозвіл на заселення Тринідаду. Седеньо хотів отримати можливість торгувати рабами з місцевого населення, а також розраховував на Тринідад як на відправну точку подальших пошуків міфічної країни Ельдорадо. З другої спроби іспанцеві вдалося заснувати місто на Тринідаді, який був названий Кумукурапо (зараз це район Мукурапо в Порт-оф-Спейн). Однак Седеньо не зміг залучити достатню кількість жителів і був змушений покинути острів.
У другій половині XVI століття відбулося ще три спроби закласти місто на Тринідаді. Тільки остання з них увінчалася успіхом — 1592 року Антоніо де Берріо (ісп. Antonio de Berrio) став засновником поселення Сан-Хосе-де-Орука, найстарішого з збережених до наших днів (зараз місто називається Сент-Джозеф). Таким чином, у колонії нарешті з'явилася столиця. Однак та після цього приплив нових поселенців залишався вкрай незначним — 1783 року Тринідад населяло менше трьох тисяч осіб, з яких більшість становили індіанці. Для того щоб залучити поселенців на острів, влада оголосила, що кожному католику, який побажав стати жителем колонії, гарантується 32 акра землі (129 000 м²) і ще додаткові землі, в залежності від кількості рабів, яких він привезе з собою. Цей крок викликав деяке збільшення імміграції на острів. Крім іспанців, губернатору Хосе Марії Хакона вдалося залучити на Тринідад французів та гаїтян, які рятувалися від революцій, що відбулися в їхніх країнах.

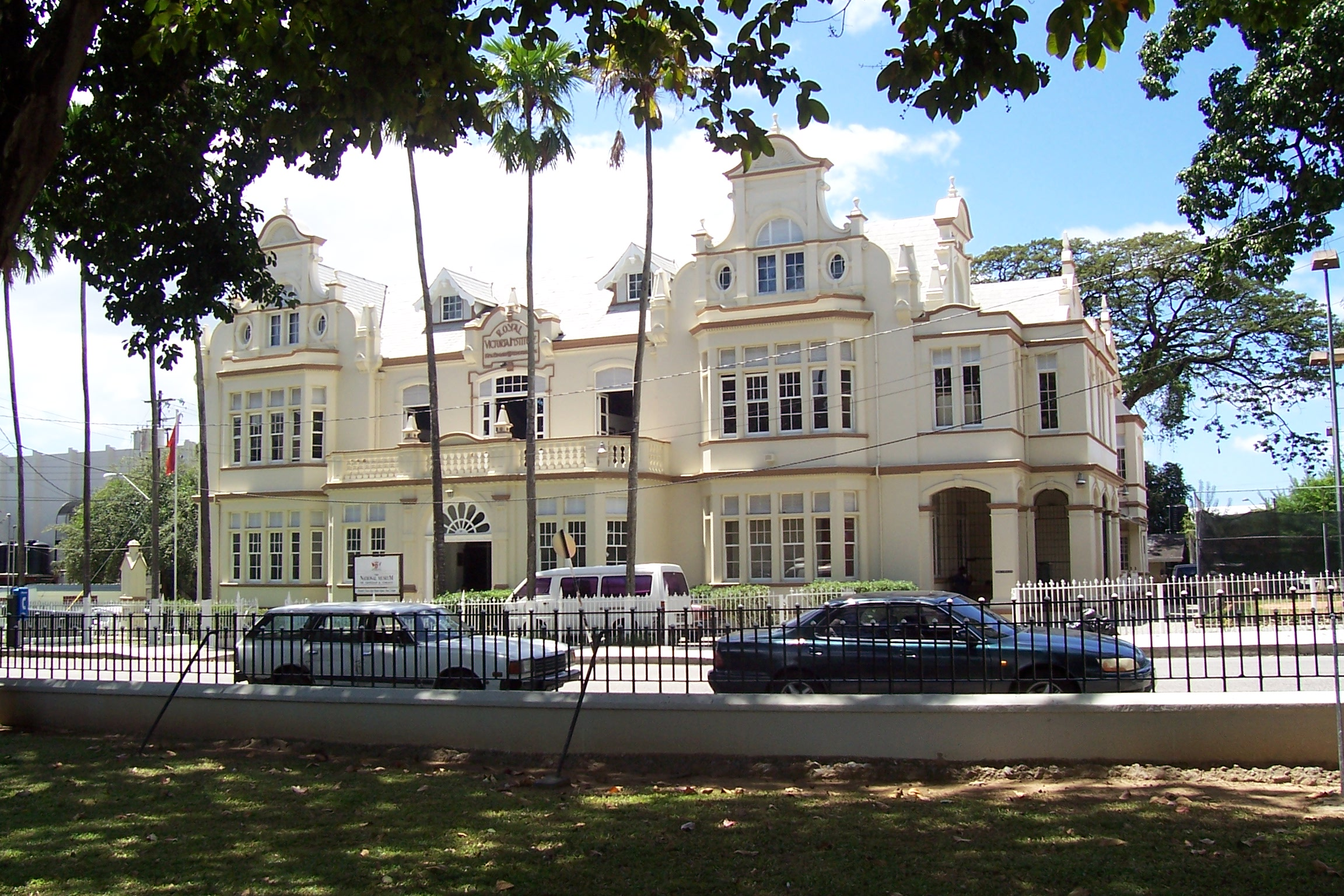
Національний музей Тринідаду та Тобаго

Іспанії вдавалося утримувати Тринідад під своїм контролем до 1797 року, коли британська флотилія з 18 бойових кораблів під командуванням сера Ральфа Еберкромбі оточила острів. 18 лютого того ж року Тринідад був зданий Великої Британії, а офіційно став територією Британської імперії 1802 року. Місто Конкерабія був перейменований новими властями в Порт-оф-Спейн та знайшов статус адміністративного центру колонії.
Водночас, менший із двох острів Тобаго в XVII столітті став об'єктом боротьби між одразу чотирма державами — Англією, Францією, Голландією та Курляндією. Попри такий інтерес з боку європейців, Тобаго теж залишався майже незаселеним. 1704 року острів був оголошений нейтральною територією і став базою піратів, 1763 року Тобаго перейшов під контроль Великої Британії.
На початку XIX століття (на островах Карибського моря — 1 серпня 1838 року) було заборонено рабство. Спочатку колонії на Тринідаді та Тобаго відчували у зв'язку з цим брак робочої сили, але потім рабам була знайдена заміна у вигляді найманих робітників. З 1830-х років почався приплив на острови мігрантів з Індії, Китаю, Західної Африки та з острова Мадейра. Крім того, на Тринідад і Тобаго переселилося безліч колишніх рабів з інших колоній Малих Антильських островів. В той же час основною сільськогосподарською культурою та основною статтею експорту на островах стало какао. На початок XX століття 50 % сільськогосподарських площ острова Тринідад було оброблено під плантації кави та какао.
У середині 1850-х на Тринідаді була виявлена нафту. Першою витвір організувало підприємство «Merrimac Company»: біля озера Пітч була вирита 61-метрова свердловина, перша на острові. У середині 1860-х нафтовидобутком зайнявся Волтер Даруент (англ. Walter Darwent), однак створені ним компанії «Trinidad Petroleum Company» і «Pariah Petroleum Company» довго не проіснували та розвалилися після смерті Даруента. Більш успішним було підприємство Рандольфа Раста (англ. Randolph Rust) і Лі Лама (англ. Lee Lum), яке розпочало своє існування 1893 року.
1888 року Тринідад і Тобаго були нарешті об'єднані в одну колонію. Центр цього заморського володіння Великої Британії виявився на Тринідаді, а Тобаго став залежною територією.
На початку XX століття в країні з'явилися перші виборні органи влади (на Тобаго раніше вибиралася Асамблея, але вона була скасована після об'єднання островів в одну колонію). 1925 року пройшли перші вибори в Законодавчу асамблею. 7 з 13 її членів були обрані шляхом голосування, інші 6 — призначені губернатором. У виборах могли брати участь осіби старше 21 років та жінки старше 30 (перші універсальні вибори відбулися 1946 року).
1930-е стали невдалим для Тринідаду та Тобаго десятиліттям. На Тринідаді була майже повністю знищена індустрія какао — через дві епіфітотії та Велику депресію (плантації, що залишалися на Тобаго, були знищені 1963 року ураганом «Флора»). З цих пір основою економіки Тринідаду та Тобаго стало природна сировина. Наприкінці 1930-х по країні прокотилася серія страйків, натхненником яких був Тубале Уріа Бутлер (англ. Tubal Uriah Butler). Внаслідок цього були сформовані профспілки. Бутлер організував робочу партію, яка отримала більшість голосів на виборах 1950. На виборах 1956 року перемогла консервативна партія Народний національний рух (англ. People's National Movement) під керівництвом Еріка Вільямса (англ. Eric Williams).
Значні зміни принесла Тринідаду та Тобаго Друга світова війна. Вона викликала підйом нафтовидобувної промисловості (країна була постачальником нафти для військ союзників) та стала причиною появи на північному заході Тринідаду американської військово-морської бази (Велика Британія віддала США в оренду територію Чагуарамаса). Втім, попри те, що оренда була укладена строком на 99 років, вже 1956 року американці призупинили будівництво бази, а в 1963 Чагуарамас був повернутий Тринідаду та Тобаго.
В 1958 — 1962 роках столиця Тринідаду та Тобаго Порт-оф-Спейн була центром Вест-Індської федерації, державного утворення, яке, за первісним задумом організаторів, повинно було пізніше здобути незалежність від Великої Британії як єдине ціле. Цього, однак, не відбулося — федерація проіснувала всього чотири роки, після чого розпалася 31 травня 1962 року. Рівно через три місяці, 31 серпня, Тринідад і Тобаго заявив про свою незалежності.

### Незалежність
Перші чотирнадцять років свого незалежного існування Тринідад і Тобаго залишався домініоном Великої Британії під формальним керуванням королеви, представленої генерал-губернатором. фактичним лідером держави був глава уряду. Першим прем'єр-міністром Тринідаду та Тобаго став Ерік Вільямс, до здобуття країною незалежності очолював уряд.
У першій половині 1970-х знову почалася політична криза. В 1970 країною прокотилася серія страйків та демонстрацій за участю профспілок та політичних рухів за права негрів. Було введено надзвичайний стан, 15 чорношкірих політичних лідерів були арештовані. Після цього частина армії Тринідаду та Тобаго збунтувалася і захопила кілька заручників; однак Національна гвардія залишилась вірна діяв уряду, і в п'ять днів повстання було придушене.

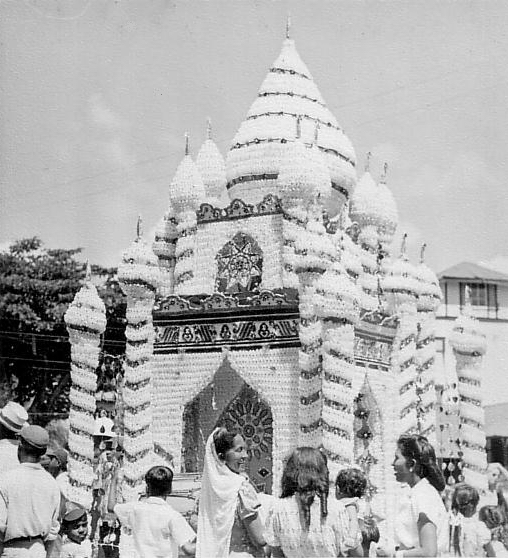
Індійський карнавал Хоса у Порт-оф-Спейн, 1950-ті

Ці події відбувалися на тлі економічної кризи, що насувалася. Прем'єр Вільямс, що передбачив її, навіть готувався подати у відставку (попри майже повну підтримку його політики населенням), але кризи все ж вдалося уникнути: Арабо-ізраїльська війна 1973 року призвела до підвищення цін на нафту, і Вільямс залишився на посаді. Подорожчання енергоносіїв призвело до нафтового буму в Тринідаді та Тобаго, внаслідок якого в республіці значно зросли середня заробітна плата та рівень життя.
1 серпня 1976 було проголошено утворення республіки Тринідад і Тобаго. Таким чином, країна перестала бути домініоном Великої Британії (хоч і зберегла місце в Співдружності націй). Останній генерал-губернатор Тринідаду та Тобаго сер Елліс Кларк (англ. Sir Ellis Clarke) став президентом республіки, прем'єр-міністром залишався Ерік Вільямс.
1981 року Вільямс, досі залишався головою уряду, пішов з життя. Створене ним Національне Рух протрималося при владі ще п'ять років після його смерті, а на виборах 1986 року поступилося Національному Альянсу Відродження (англ. National Alliance for Reconstruction), лідер якої А. Н. Р. Робінсон (англ. A. N. R. Robinson) став прем'єр-міністром.
У липні 1990 угрупованням «Jamaat al Muslimeen» була проведена спроба збройного перевороту. 114 членів угруповання зробили спробу штурму будівлі парламенту та телецентру. Терористам вдалося захопити як заручників прем'єр-міністра та кількох членів парламенту та утримувати їх протягом п'яти днів, після чого угруповання було знешкоджено урядовими військами.
Останнім часом Тринідад і Тобаго — одна з найбагатших держав у регіоні, переважно за рахунок торгівлі нафтою та природним газом, однак політична стабільність в країні невисока.

## Економіка

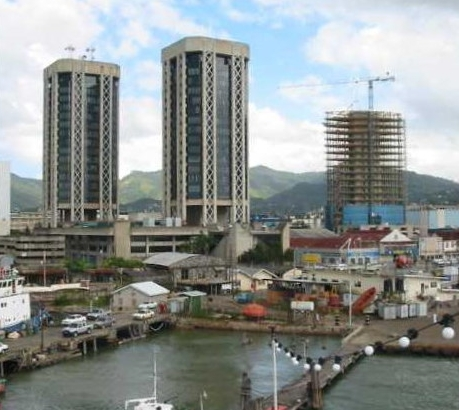
Гавань Порт-оф-Спейн

Основою економіки республіки є видобуток та переробка нафти, а також природного газу. Тринідад і Тобаго є шостою у світі державою за обсягом виробництва зрідженого природного газу (14 млрд м ³ за 2005 рік). 65 % ЗПГ, імпортованого в США, припадає на частку Тринідаду та Тобаго. Важливими статтями експорту також є асфальт (Піч-Лейк на південно-західному березі острова Тринідад є найбільшим природним резервуаром асфальту у світі) та хімічні продукти, зокрема, добрива. З продуктів сільського господарства країна експортує цукор, кокосові горіхи, цитрусові. Основні статті імпорту — машини, продукти переробки сировини, продовольство. Розвинена важка промисловість — металургійна та хімічна (виробництво метанолу та переробка нафти).
Важливою галуззю економіки Тринідаду та Тобаго є туризм. Щорічно країну відвідує понад 400 000 туристів, причому ця цифра постійно зростає.
Найважливішим зовнішньоекономічним партнером Тринідаду та Тобаго є США — на них припадає близько 40 % експорту і 27 % імпорту республіки. Значні економічні зв'язки встановлені з країнами КАРИКОМ (Ямайка, Барбадос), Південної Америки (Венесуела, Бразилія); меншою мірою це можна сказати про країни Євросоюзу, Канаду та Японію.
Економічна політика республіки — неоліберальна. 1995 року була проведена економічна реформа, яка сприяла економічному зростанню та залученню іноземного капіталу в країну. Зараз Тринідад і Тобаго вважається сприятливою державою для розміщення інвестицій.
За даними Міжнародного валютного фонду, валовий внутрішній продукт Тринідаду та Тобаго 2005 року становив 16,468 млрд доларів США (115 місце в світі); ВВП на душу населення — 14 258 доларів (48 місце). 19 % ВВП складають іноземні інвестиції, обсяг яких — близько 4 млрд доларів.
Державна валюта — Долар Тринідаду та Тобаго (код TTD). Станом на 8 березня 2007 року його курс по відношенню до долару США дорівнював 6,29 долара Тринідаду та Тобаго за 1 долар США.

### Інфраструктура
Тринідад і Тобаго має розвинену за регіональними мірками інфраструктуру. Загальна протяжність автомобільних доріг — 8320 км, з яких близько половини — з твердим покриттям. Функціонує 6 аеропортів, головний з них — Пьярко, розташований недалеко від Порт-оф-Спейн — пристосований для прийому реактивних авіалайнерів. Важливе значення для Тринідаду та Тобаго як для острівної держави має судноплавство. Головний морський порт — столиця країни Порт-оф-Спейн.
Райони нафтовидобутку з центрами переробки нафти та морськими портами пов'язує нафтопровід протяжністю понад 1000 км. Функціонує й газопровід, його загальна протяжність — близько 900 кілометрів.
Ряд великих міст країни з'єднувала залізнична лінія Trinidad Government Railway. У грудні 1968 року лінія перестала функціонувати. У 2008 році ухвалено рішення побудувати дві нові залізничні колії для Trinidad Rapid Railway.

### Туризм
На цей момент туризм є одним з найбільш пріоритетних розділів економіки Тринідаду та Тобаго. Останнім часом поширення отримав екологічний туризм — широкі можливості для його розвитку надає різноманітна флора та фауна островів. Процвітає морський туризм, центром якого є північ острова Тринідад, де розташоване безліч піщаних пляжів.
Традиційно популярний у туристів Карнавал, що проходить наприкінці лютого — початку березня (докладніше див розділ Культура). У Порт-оф-Спейн розташований декілька художніх галерей та Національний музей.

## Збройні сили
Збройні сили Тринідаду та Тобаго підрозділяються на оборонні, сухопутні та берегові війська (останні включають в себе авіаційний підрозділ з 5 літаків). Регулярна армія комплектується на контрактній основі, чисельність її, станом на 2003 рік, становить близько 2,7 тисяч осіб. Мобілізаційні ресурси оцінюються в 290 тисяч осіб. Військовий бюджет — близько 70 млн доларів США в рік — становить всього 0,4 % від ВВП країни.

## Культура та суспільство

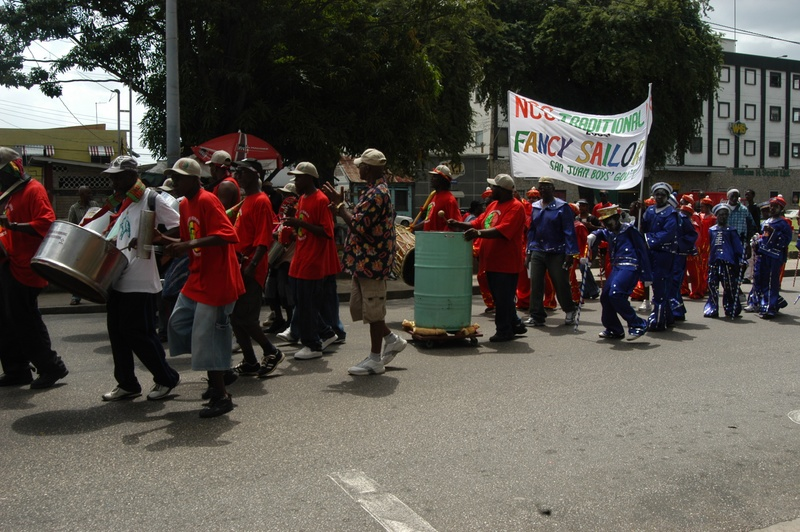
Карнавальна хода

Культура Тринідаду та Тобаго являє собою синтез декількох культур, що обумовлюється багатонаціональним складом населення держави. Найбільш сильний вплив культура республіки відчуває з боку Великої Британії (як колишньої метрополії) та США (зумовлено економічними та культурними зв'язками з США і значною тринідадський діаспорою в цій країні).
Найважливішим культурною подією країни є щорічний карнавал. Коріння цієї традиції сходять до обрядів Східної Африки, які були перенесені рабами на Тринідад і Тобаго. карнавал проходить наприкінці лютого — початку березня, перед Великим постом, і супроводжується маскарадом, танцями, святковою ходою вулицями; проводяться змагання місцевих музичних груп. Карнавал проводиться щорічно з середини XIX століття, за винятком короткочасного періоду під час Другої світової війни, коли він був заборонений з міркувань безпеки.

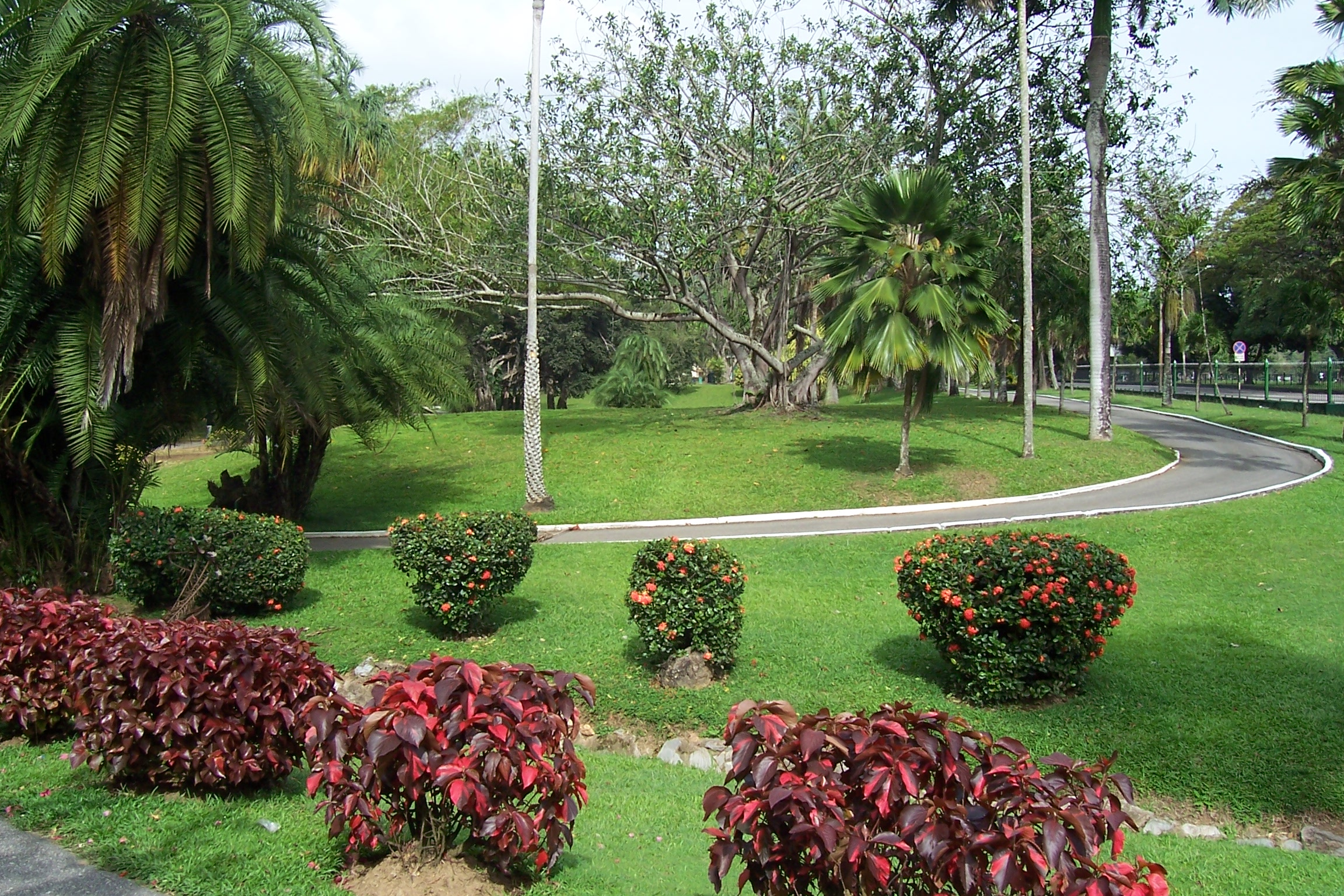
Королівський ботанічний сад (Тринідад)

Ще одна традиція, якої дотримуються, жителями островів — козлячі бігу, що проводяться у вівторок пасхального тижня у селі Буккі (англ. Buccoo) на острові Тобаго. Традиція з'явилася на початку 1930-х років та дотримується досі. Менш відомі гонки крабів, які проходять в той же день в тому ж місці. Жителі Тобаго стверджують, що козлячі та крабів бігу — унікальне тобагоніанское винахід.

### Музика
Тринідад і Тобаго є батьківщиною таких музичних напрямів, як каліпсо та соку. Каліпсо — близьке до регі стиль музики, оснований на африканських співах. Музика соку заснована на каліпсо, але відчуває сильний вплив індійської музичної традиції. обидва музичних напрямки активно використовують сталевий барабан (англ. Steelpan), національний інструмент Тринідаду та Тобаго, винайдений на островах в 1930-е. Деякі джерела називають сталевий барабан єдиним акустичним музичним інструментом, винайденим в XX столітті. Сталевий барабан вважається національним музичним інструментом Тринідаду та Тобаго. Існує спеціальне слово стил-бенд (англ. Steelband, тобто «Сталева група»), що позначає групу, яка використовує сталевий барабан. Інструмент навіть представлений у збройних силах республіки — з 1995 року існує «сталевий оркестр» при оборонних військах, який є єдиним військовим оркестром у світі, що використовують сталевий барабан.

### Кухня
Національна кухня Тринідаду та Тобаго ґрунтується на креольських, індійських та китайських традиціях. Креольська кухня представлена каллалу, макаронними стравами та червоними бобами; із індійською запозичений соус каррі. Попри невелику кількість людей китайського походження, китайська кухня також поширена дуже широко. Національна страва — суп каллалу, приготований з овоча каллалу з додаванням свинини, крабового м'яса та гострого соусу чилі.

### Спорт
Два найпопулярніших виду спорту в країні — крикет та футбол, завезені на острови британцями.
Національна збірна країни з крикету успішно бере участь у регіональних змаганнях. Гравці з Тринідаду та Тобаго також грають у збірній Вест-Індії, а Брайан Лара, один з найвідоміших гравців у крикет в світі, є її капітаном. Іншим широко відомим тринідадський гравцем є Кайрон Поллард (Kieron Pollard), який грає в одній з найсильніших команд Індійської Прем'єр-Ліги — Мумбаї Індіенз (Mumbai Indians)
Футбольна збірна домоглася гучного успіху, кваліфікований на Чемпіонат світу 2006 року. Тринідад і Тобаго став найменшою країною з усіх, які коли-небудь делегували свою команду на світові футбольні першості. На чемпіонаті збірній Тринідаду та Тобаго вдалося здобути нічию в матчі зі Швецією, після чого отримати дві поразки з однаковим рахунком 0:2 (від Англії та від Парагваю). Самим відомим футболістом країни вважається Двайт Йорк, який грав за «Манчестер Юнайтед». 2001 року Тринідад і Тобаго проводив юнацький чемпіонат світу з футболу.
В Олімпійських іграх Тринідад і Тобаго бере участь з 1948 року. Всього за всю історію участі країни в літніх Олімпіадах її представники нагороджені 19 медалями, з яких 12 бронзових, 5 срібних і 2 золотих. Найбільш вдало спортсмени Тринідаду та Тобаго виступають в спринті — чотири олімпійські медалі були завойовані в забігах на 100 метрів (в тому числі і одна з двох золотих в історії національної збірної — Гейслі Кроуфордом у 1976 році), одна — в естафеті 4 рази по 100 метрів, ще три — в забігах на 200 метрів. Спринтер Ато Болдон (англ. Ato Boldon) є рекордсменом збірної країни по числу олімпійських медалей — на його рахунку три «бронзи» та одне «срібло». На Олімпійських іграх 2012 року золоту медаль виграв метальник списа Кешорн Волкотт.

### Свята
| Дата       | Назва                        | Англійська назва                         | Примітки |
| ---------- | ---------------------------- | ---------------------------------------- | --- |
| 1 січня    | Новий рік                    | New Year's Day                           | |
| Варіюється | Карнавал                     | Carnival                                 | Понеділок та вівторок, попередні Попільної середовищі. Хоча деякі установи закриваються, ці дні не є державними святами.                  |
| Варіюється | Свято розговіння             | Eid-ul-Fitr                              | Кінець Рамадану, найважливіше свято в мусульманському календарі. Єдиний мусульманське свято, оголошений на Тринідаді та Тобаго державним. |
| Варіюється | Великдень                    | Easter                                   | Велика П'ятниця та понеділка Пасхального тижня.                                                                                           |
| 30 березня | Баптистський День Звільнення | Spiritual Baptist Shouter Liberation Day | |
| Варіюється | Свято тіла і Крові Христових | Corpus Christi                           | |
| 30 травня  | День прибуття індійців       | Indian Arrival Day                       | Перша країна в світі, яка зазначає подібне свято.                                                                                         |
| 19 червня  | День праці                   | Labour Day                               | Зазначає річницю бунту 19 червня 1937 року, що спричинило за собою створення профспілкового руху.                                         |
| 1 серпня   | День емансипації             | Emancipation Day                         | Перша країна в світі, яка оголосила день звільнення рабів державним святом.                                                               |
| 31 серпня  | День незалежності            | Independence Day                         | Зазначає річницю оголошення незалежності (31 серпня 1962).                                                                                |
| 24 вересня | День республіки              | Republic Day                             | Зазначає річницю проголошення республіки (24 вересня 1976).                                                                               |
| Варіюється | Дівалі                       | Divali                                   | Індуїстський «Фестиваль вогнів». Єдиний індуїстське свято, оголошений на Тринідаді та Тобаго державним.                                   |
| 25 грудня  | Різдво Христове              | Christmas                                | |
| 26 грудня  | День подарунків              | Boxing Day                               | |